# Cefa (nome)
Cefa  è un nome proprio di persona italiano maschile.

## Varianti in altre lingue
- Basco: Kepa[2]
- Greco biblico: Κηφᾶς (Kēphâs)[2]
- Inglese: Cephas[2][3]
- Latino: Cephas[2][4]

## Origine e diffusione
Deriva dall'aramaico כיפא (kēp̄ā) o dal siriaco kefa, che vogliono dire "roccia", "pietra", "sasso". Questo termine venne usato da Gesù, che così soprannominò l'apostolo Simone nella celebre frase "Tu sei Pietro e su questa pietra edificherò la mia chiesa" (Mt 16:18-19).
Tra i Greci, questo soprannome venne reso utilizzando un nome greco nativo, Κηφᾶς (Kēphâs), poi latinizzato in Cephas), da cui deriva la moderna forma italiana; etimologicamente, questo era un ipocoristico del nome Κέφαλος (Képhalos), proveniente da κεφαλή (kephalḗ, "testa"). Nei Vangeli, che vennero scritti in greco, il soprannome venne invece tradotto come Πετρος (Petros), divenuto Petrus nella Vulgata, da cui discende il nome italiano Pietro ; questa è la forma usata in gran parte del Nuovo Testamento, con l'eccezione di nove passaggi, perlopiù contenuti nelle lettere paoline, dove è usata invece la forma "Cefa".
In Italia il nome gode di scarsa diffusione.

## Onomastico
L'onomastico si può festeggiare il 29 giugno in memoria di san Pietro, chiamato anche Cefa; in alternativa, si ricorda con questo nome anche san Cefa di Iconio, uno dei settanta discepoli, commemorato il 9 dicembre.

## Persone

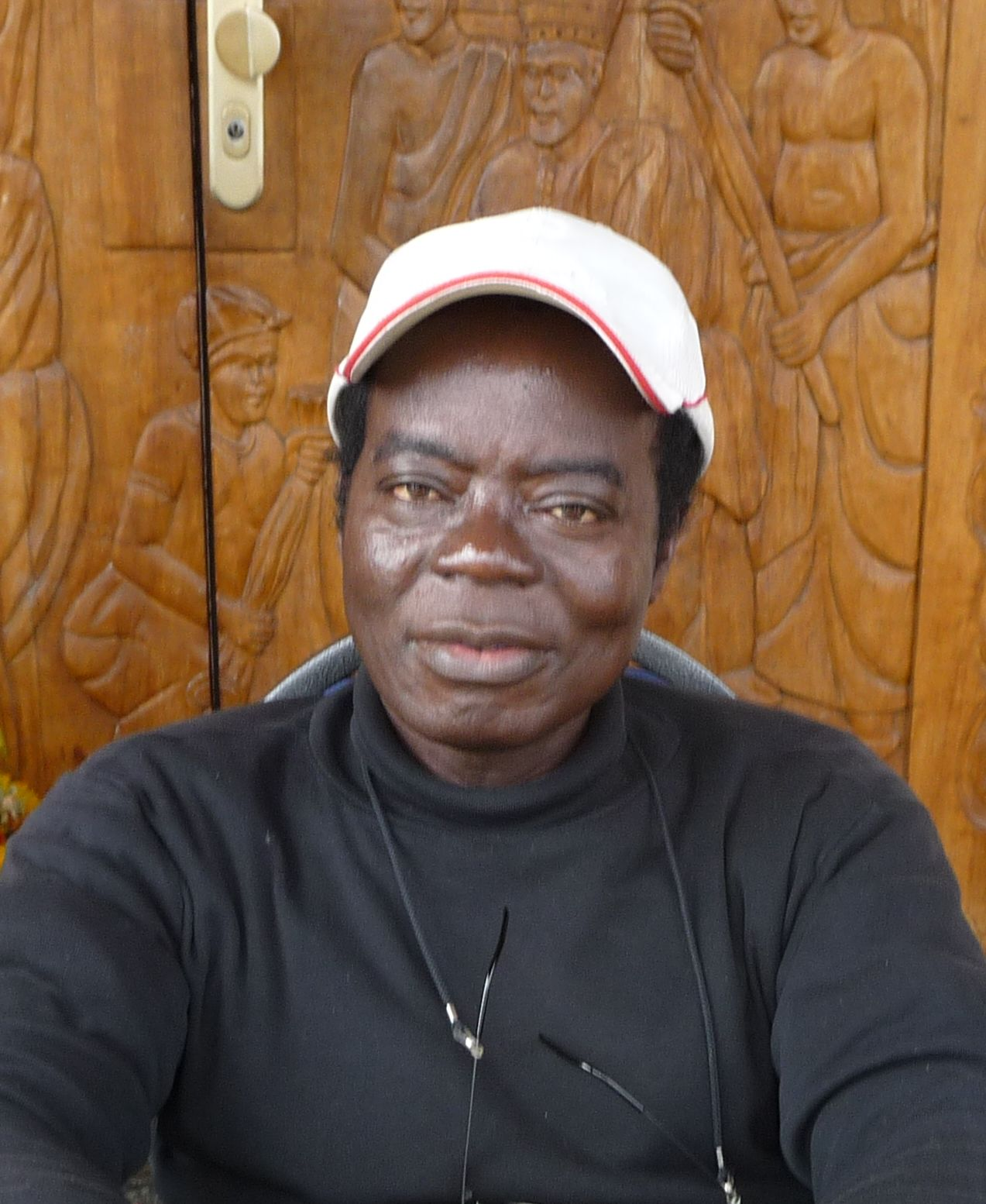
Céphas Bansah

### Varianti
- Kepa Arrizabalaga, calciatore spagnolo
- Céphas Bansah, re degli ewe
- Kepa Blanco, calciatore spagnolo
- Cephas Malele, calciatore svizzero
- Cephas Chimedza, calciatore zimbabwese